# 2005 في لبنان
فيما يلي قوائم الأحداث التي وقعت خلال عام 2005 في لبنان.

## أحداث
- 1 يناير – ثورة الأرز

## سياسة

### تعيين في المنصب
- 1 يناير – سمير فرنجية عضو مجلس النواب اللبناني.
- 15 أبريل – نجيب ميقاتي رئيس وزراء لبنان.
- 18 يوليو – فؤاد السنيورة رئيس وزراء لبنان.

### انتهاء فترة المنصب
- 19 يوليو – نجيب ميقاتي رئيس وزراء لبنان.

## أفلام
من الأفلام التي صدرت هذه السنة في لبنان:
- 2 سبتمبر – زوزو من إخراج جوزيف فارس.

## برامج ومسلسلات وأنمي
- ابنة المعلم

## وفيات

### فبراير
- 14 فبراير – رفيق الحريري (مواليد 1944) قطب العمل وسياسي لبناني.

### أبريل
- 2 أبريل – نصري معلوف (مواليد 1911) نائب ووزير وسياسي لبناني.
- 18 أبريل – باسل فليحان (مواليد 1963)

### يونيو
- 2 يونيو – سمير قصير (مواليد 1960) صحفي لبناني.
- 21 يونيو – جورج حاوي (مواليد 1938) سياسي لبناني.

### ديسمبر
- 12 ديسمبر – جبران غسان تويني (مواليد 1957)